# Aigle des Célèbes
Nisaetus lanceolatus
Espèce
Statut de conservation UICN

 LC  : Préoccupation mineure
Statut CITES
L'Aigle des Célèbes (Nisaetus lanceolatus) est une espèce d'oiseaux de la famille des Accipitridae.

## Répartition
Cet oiseau est endémique des Célèbes.